# 322 Phaeo
A 322 Phaeo a Naprendszer kisbolygóövében található aszteroida. Alphonse Louis Nicolas Borrelly fedezte fel 1891. november 27-én.